# Никитина, Екатерина Матвеевна
Екатери́на Матве́евна Ники́тина (в девичестве Каля́зина) (22 ноября 1916, дер. Корницы, Тверская губерния — 31 января 1994, дер. Корницы, Тверская область) — звеньевая колхоза «Труженик» Бежецкого района Калининской области, Герой Социалистического Труда (1949).

## Биография
Родилась 22 ноября 1916 года в деревне Корницы в семье крестьянина.
Получив начальное образование, вступила в местный колхоз «Труженик», работала в полеводческой бригаде.
С началом Великой Отечественной войны была мобилизована на трудовой фронт и первые два года в составе женской бригады трудилась на рытье окопов и строительстве оборонительных сооружений.
В 1943 году Е. М. Калязина вернулась к мирному труду и одна из первых в колхозе «Труженик» возглавила полеводческое звено по выращиванию технической культуры — льна.
По итогам работы в 1948 году её подразделение из восьми человек получило урожай волокна льна-долгунца 10,1 центнера и семян 6,2 центнера с гектара на площади 4,1 гектара.
Чтобы оценить уровень достижения звена Е. М. Калязиной, достаточно отметить, что к 1950 г. средняя урожайность волокна льна в СССР составляла 1,3 центнера с гектара, а к 1980 году — колебалась в пределах 1,7 — 4,0 центнера. 
Указом Президиума Верховного Совета СССР от 28 февраля 1949 года за получение высоких урожаев волокна и семян льна-долгунца при выполнении колхозом обязательных поставок и контрактации по всем видам сельскохозяйственной продукции, натуроплаты за работу машино-тракторной станции (МТС) в 1948 году Калязиной Екатерине Матвеевне присвоено звание Героя Социалистического Труда с вручением ордена Ленина (№89022) и золотой медали «Серп и Молот» (№3163).
В последующие годы звено Е. М. Никитиной (в замужестве за колхозным бригадиром Николаем Никитиным) продолжало получать высокие урожаи льна и зерновых до выхода её на заслуженный отдых в глубокой старости.
Проживала в родной деревне Корницы, скончалась в 1994 году. Похоронена на kладбище села Алабузино.

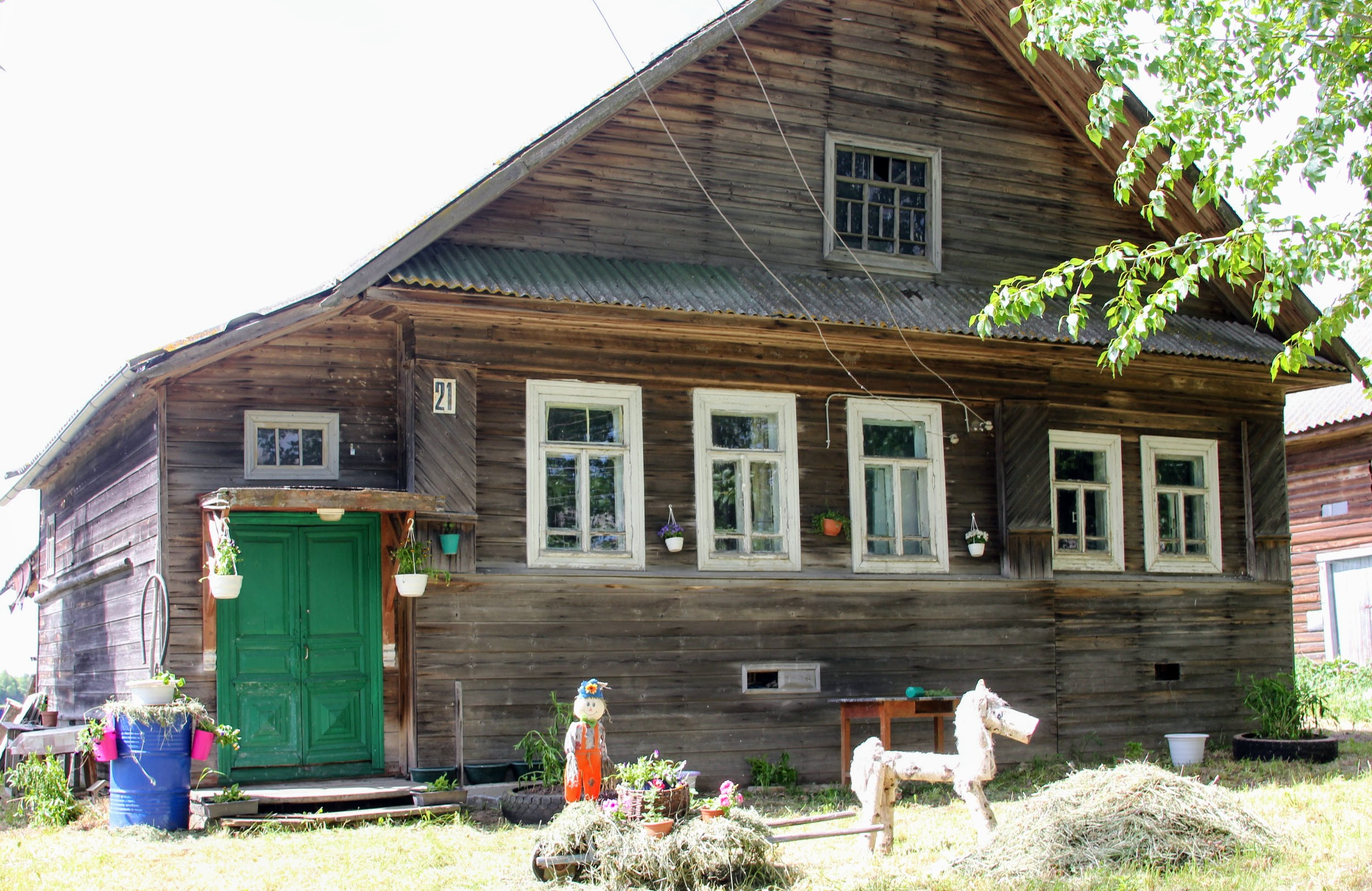
Деревня Корницы. Дом, где жила Никитина Екатерина Матвеевна

Награждена несколькими медалями, в том числе «За трудовое отличие» (18.05.1948).